# Lista över fornlämningar i Mörbylånga kommun (Torslunda)
Lista över fornlämningar i Mörbylånga kommun (Torslunda) är en förteckning av ett urval av de fornlämningar som finns i Torslunda i Mörbylånga kommun.
| Namn                                | Lämningstyp                      | Tillkomsttid | Historisk indelning | Plats | Läge                 | ID-nr          | Bild                                 |
| ----------------------------------- | -------------------------------- | ------------ | ------------------- | ----- | -------------------- | -------------- | ------------------------------------ |
| Torslunda 4:1                       | Stensättning                     |              | Torslunda, Öland    |       | 56.625632, 16.539571 | 10087100040001 | Ladda upp en bild av detta fornminne |
| Torslunda 4:2                       | Stensättning                     |              | Torslunda, Öland    |       | 56.625544, 16.539797 | 10087100040002 | Ladda upp en bild av detta fornminne |
| Torslunda 4:3                       | Stensättning                     |              | Torslunda, Öland    |       | 56.625673, 16.539863 | 10087100040003 | Ladda upp en bild av detta fornminne |
| Lenstad borg (Torslunda 9:1)        | Fornborg                         |              | Torslunda, Öland    |       | 56.623599, 16.557043 | 10087100090001 | Ladda upp en bild av detta fornminne |
| Torslunda 11:1                      | Husgrund, förhistorisk/medeltida |              | Torslunda, Öland    |       | 56.606548, 16.533336 | 10087100110001 | Ladda upp en bild av detta fornminne |
| Torslunda 11:4                      | Stensättning                     |              | Torslunda, Öland    |       | 56.606291, 16.533663 | 10087100110004 | Ladda upp en bild av detta fornminne |
| Torslunda 12:1                      | Stensättning                     |              | Torslunda, Öland    |       | 56.612022, 16.540945 | 10087100120001 | Ladda upp en bild av detta fornminne |
| Torslunda 14:1                      | Gravfält                         |              | Torslunda, Öland    |       | 56.612935, 16.540774 | 10087100140001 | Ladda upp en bild av detta fornminne |
| Torslunda 15:1                      | Stensättning                     |              | Torslunda, Öland    |       | 56.613167, 16.544178 | 10087100150001 | Ladda upp en bild av detta fornminne |
| Torslunda 18:1                      | Husgrund, förhistorisk/medeltida |              | Torslunda, Öland    |       | 56.611561, 16.549211 | 10087100180001 | Ladda upp en bild av detta fornminne |
| Torslunda 18:2                      | Husgrund, förhistorisk/medeltida |              | Torslunda, Öland    |       | 56.611420, 16.549211 | 10087100180002 | Ladda upp en bild av detta fornminne |
| Torslunda 19:1                      | Husgrund, förhistorisk/medeltida |              | Torslunda, Öland    |       | 56.607734, 16.544614 | 10087100190001 | Ladda upp en bild av detta fornminne |
| 1) Tors kulle (Torslunda 21:1)      | Stensättning                     |              | Torslunda, Öland    |       | 56.599864, 16.559511 | 10087100210001 | Ladda upp en bild av detta fornminne |
| Odensrör (Torslunda 22:1)           | Stensättning                     |              | Torslunda, Öland    |       | 56.607429, 16.573307 | 10087100220001 | Ladda upp en bild av detta fornminne |
| Odensrör (Torslunda 22:3)           | Grav markerad av sten/block      |              | Torslunda, Öland    |       | 56.607319, 16.573268 | 10087100220003 | Ladda upp en bild av detta fornminne |
| Torslunda 24:1                      | Stensättning                     |              | Torslunda, Öland    |       | 56.608800, 16.559181 | 10087100240001 | Ladda upp en bild av detta fornminne |
| Gamla Skogsby (Torslunda 25:1)      | Husgrund, förhistorisk/medeltida |              | Torslunda, Öland    |       | 56.617034, 16.509570 | 10087100250001 | Ladda upp en bild av detta fornminne |
| Gamla Skogsby (Torslunda 25:2)      | Husgrund, förhistorisk/medeltida |              | Torslunda, Öland    |       | 56.617249, 16.509492 | 10087100250002 | Ladda upp en bild av detta fornminne |
| Gamla Skogsby (Torslunda 25:3)      | Husgrund, förhistorisk/medeltida |              | Torslunda, Öland    |       | 56.616837, 16.509560 | 10087100250003 | Ladda upp en bild av detta fornminne |
| Gamla Skogsby (Torslunda 25:4)      | Husgrund, förhistorisk/medeltida |              | Torslunda, Öland    |       | 56.616828, 16.509082 | 10087100250004 | Ladda upp en bild av detta fornminne |
| Gamla Skogsby (Torslunda 25:5)      | Husgrund, förhistorisk/medeltida |              | Torslunda, Öland    |       | 56.617030, 16.508704 | 10087100250005 | Ladda upp en bild av detta fornminne |
| Gamla Skogsby (Torslunda 25:6)      | Husgrund, förhistorisk/medeltida |              | Torslunda, Öland    |       | 56.616694, 16.508282 | 10087100250006 | Ladda upp en bild av detta fornminne |
| Gamla Skogsby (Torslunda 25:7)      | Husgrund, förhistorisk/medeltida |              | Torslunda, Öland    |       | 56.616887, 16.508136 | 10087100250007 | Ladda upp en bild av detta fornminne |
| Gamla Skogsby (Torslunda 25:8)      | Husgrund, förhistorisk/medeltida |              | Torslunda, Öland    |       | 56.616710, 16.508756 | 10087100250008 | Ladda upp en bild av detta fornminne |
| Gamla Skogsby (Torslunda 25:9)      | Husgrund, förhistorisk/medeltida |              | Torslunda, Öland    |       | 56.617253, 16.506806 | 10087100250009 | Ladda upp en bild av detta fornminne |
| Gamla Skogsby (Torslunda 25:10)     | Husgrund, förhistorisk/medeltida |              | Torslunda, Öland    |       | 56.617040, 16.506308 | 10087100250010 | Ladda upp en bild av detta fornminne |
| Gamla Skogsby (Torslunda 25:11)     | Husgrund, förhistorisk/medeltida |              | Torslunda, Öland    |       | 56.617087, 16.505583 | 10087100250011 | Ladda upp en bild av detta fornminne |
| Gamla Skogsby (Torslunda 25:12)     | Husgrund, förhistorisk/medeltida |              | Torslunda, Öland    |       | 56.616913, 16.505561 | 10087100250012 | Ladda upp en bild av detta fornminne |
| Gamla Skogsby (Torslunda 25:13)     | Husgrund, förhistorisk/medeltida |              | Torslunda, Öland    |       | 56.618201, 16.506769 | 10087100250013 | Ladda upp en bild av detta fornminne |
| Torslunda 26:1                      | Husgrund, förhistorisk/medeltida |              | Torslunda, Öland    |       | 56.614508, 16.509790 | 10087100260001 | Ladda upp en bild av detta fornminne |
| Torslunda 26:2                      | Husgrund, förhistorisk/medeltida |              | Torslunda, Öland    |       | 56.614366, 16.509979 | 10087100260002 | Ladda upp en bild av detta fornminne |
| Torslunda 27:1                      | Hällristning                     |              | Torslunda, Öland    |       | 56.613806, 16.503626 | 10087100270001 | Ladda upp en bild av detta fornminne |
| Torslunda 28:1                      | Husgrund, förhistorisk/medeltida |              | Torslunda, Öland    |       | 56.611452, 16.509487 | 10087100280001 | Ladda upp en bild av detta fornminne |
| Torslunda 30:1                      | Husgrund, förhistorisk/medeltida |              | Torslunda, Öland    |       | 56.613201, 16.545823 | 10087100300001 | Ladda upp en bild av detta fornminne |
| Torslunda 30:3                      | Husgrund, förhistorisk/medeltida |              | Torslunda, Öland    |       | 56.612820, 16.545885 | 10087100300003 | Ladda upp en bild av detta fornminne |
| Torslunda 31:1                      | Husgrund, förhistorisk/medeltida |              | Torslunda, Öland    |       | 56.614202, 16.550920 | 10087100310001 | Ladda upp en bild av detta fornminne |
| Torslunda 31:2                      | Husgrund, förhistorisk/medeltida |              | Torslunda, Öland    |       | 56.614127, 16.551029 | 10087100310002 | Ladda upp en bild av detta fornminne |
| Torslunda 33:1                      | Röse                             |              | Torslunda, Öland    |       | 56.613214, 16.557186 | 10087100330001 | Ladda upp en bild av detta fornminne |
| Torslunda 33:2                      | Röse                             |              | Torslunda, Öland    |       | 56.613226, 16.556583 | 10087100330002 | Ladda upp en bild av detta fornminne |
| Torslunda 33:3                      | Husgrund, förhistorisk/medeltida |              | Torslunda, Öland    |       | 56.613070, 16.555684 | 10087100330003 | Ladda upp en bild av detta fornminne |
| Torslunda 36:1                      | Gravfält                         |              | Torslunda, Öland    |       | 56.638110, 16.544615 | 10087100360001 | Ladda upp en bild av detta fornminne |
| Torslunda 40:1                      | Grav markerad av sten/block      |              | Torslunda, Öland    |       | 56.656984, 16.518106 | 10087100400001 | Ladda upp en bild av detta fornminne |
| Torslunda 40:2                      | Grav markerad av sten/block      |              | Torslunda, Öland    |       | 56.657161, 16.518313 | 10087100400002 | Ladda upp en bild av detta fornminne |
| Torslunda 40:3                      | Grav markerad av sten/block      |              | Torslunda, Öland    |       | 56.657319, 16.518333 | 10087100400003 | Ladda upp en bild av detta fornminne |
| Skansen (Torslunda 41:1)            | Fästning/skans                   |              | Torslunda, Öland    |       | 56.648936, 16.467291 | 10087100410001 | Ladda upp en bild av detta fornminne |
| Torslunda 42:1                      | Stensättning                     |              | Torslunda, Öland    |       | 56.639918, 16.494923 | 10087100420001 | Ladda upp en bild av detta fornminne |
| Torslunda 43:1                      | Stenkrets                        |              | Torslunda, Öland    |       | 56.632166, 16.460796 | 10087100430001 | Ladda upp en bild av detta fornminne |
| Torslunda 43:2                      | Grav markerad av sten/block      |              | Torslunda, Öland    |       | 56.632310, 16.460446 | 10087100430002 | Ladda upp en bild av detta fornminne |
| Torslunda 44:1                      | Stensättning                     |              | Torslunda, Öland    |       | 56.628528, 16.455031 | 10087100440001 | Ladda upp en bild av detta fornminne |
| Torslunda 44:2                      | Stensättning                     |              | Torslunda, Öland    |       | 56.628392, 16.454535 | 10087100440002 | Ladda upp en bild av detta fornminne |
| Torslunda 46:1                      | Stensättning                     |              | Torslunda, Öland    |       | 56.627563, 16.459488 | 10087100460001 | Ladda upp en bild av detta fornminne |
| (Kråkeskärs skans) (Torslunda 48:1) | Husgrund, förhistorisk/medeltida |              | Torslunda, Öland    |       | 56.659391, 16.472475 | 10087100480001 | Ladda upp en bild av detta fornminne |
| Torslunda 49:1                      | Stensättning                     |              | Torslunda, Öland    |       | 56.659532, 16.476451 | 10087100490001 | Ladda upp en bild av detta fornminne |
| Torslunda 50:1                      | Stensättning                     |              | Torslunda, Öland    |       | 56.647891, 16.515281 | 10087100500001 | Ladda upp en bild av detta fornminne |
| Torslunda 50:2                      | Grav markerad av sten/block      |              | Torslunda, Öland    |       | 56.647910, 16.514887 | 10087100500002 | Ladda upp en bild av detta fornminne |
| Torslunda 50:3                      | Grav markerad av sten/block      |              | Torslunda, Öland    |       | 56.647931, 16.514812 | 10087100500003 | Ladda upp en bild av detta fornminne |
| Torslunda 52:1                      | Gravfält                         |              | Torslunda, Öland    |       | 56.643377, 16.545032 | 10087100520001 | Ladda upp en bild av detta fornminne |
| Torslunda 54:1                      | Gravfält                         |              | Torslunda, Öland    |       | 56.652343, 16.541423 | 10087100540001 | Ladda upp en bild av detta fornminne |
| Torslunda 55:1                      | Hög                              |              | Torslunda, Öland    |       | 56.655070, 16.544587 | 10087100550001 | Ladda upp en bild av detta fornminne |
| Torslunda 56:1                      | Gravfält                         |              | Torslunda, Öland    |       | 56.636493, 16.570044 | 10087100560001 | Ladda upp en bild av detta fornminne |
| Torslunda 62:1                      | Stensättning                     |              | Torslunda, Öland    |       | 56.615894, 16.451511 | 10087100620001 | Ladda upp en bild av detta fornminne |
| Torslunda 63:1                      | Stensättning                     |              | Torslunda, Öland    |       | 56.615184, 16.449659 | 10087100630001 | Ladda upp en bild av detta fornminne |
| Torslunda 64:1                      | Stensättning                     |              | Torslunda, Öland    |       | 56.613440, 16.449728 | 10087100640001 | Ladda upp en bild av detta fornminne |
| Torslunda 68:1                      | Hög                              |              | Torslunda, Öland    |       | 56.609331, 16.478281 | 10087100680001 | Ladda upp en bild av detta fornminne |
| Torslunda 69:1                      | Hög                              |              | Torslunda, Öland    |       | 56.609985, 16.479093 | 10087100690001 | Ladda upp en bild av detta fornminne |
| Torslunda 70:1                      | Stensättning                     |              | Torslunda, Öland    |       | 56.610867, 16.480246 | 10087100700001 | Ladda upp en bild av detta fornminne |
| Torslunda 72:1                      | Hög                              |              | Torslunda, Öland    |       | 56.613263, 16.483422 | 10087100720001 | Ladda upp en bild av detta fornminne |
| Torslunda 72:2                      | Stensättning                     |              | Torslunda, Öland    |       | 56.613050, 16.483238 | 10087100720002 | Ladda upp en bild av detta fornminne |
| Torslunda 73:1                      | Stensättning                     |              | Torslunda, Öland    |       | 56.614064, 16.484309 | 10087100730001 | Ladda upp en bild av detta fornminne |
| Torslunda 74:1                      | Stensättning                     |              | Torslunda, Öland    |       | 56.614919, 16.485791 | 10087100740001 | Ladda upp en bild av detta fornminne |
| Torslunda 74:2                      | Stensättning                     |              | Torslunda, Öland    |       | 56.614714, 16.485429 | 10087100740002 | Ladda upp en bild av detta fornminne |
| Torslunda 76:1                      | Gravfält                         |              | Torslunda, Öland    |       | 56.617598, 16.489567 | 10087100760001 | Ladda upp en bild av detta fornminne |
| Torslunda 76:2                      | Hög                              |              | Torslunda, Öland    |       | 56.617010, 16.488255 | 10087100760002 | Ladda upp en bild av detta fornminne |
| Torslunda 77:1                      | Hällristning                     |              | Torslunda, Öland    |       | 56.617432, 16.492340 | 10087100770001 | Ladda upp en bild av detta fornminne |
| Torslunda 78:1                      | Stensättning                     |              | Torslunda, Öland    |       | 56.618797, 16.490339 | 10087100780001 | Ladda upp en bild av detta fornminne |
| Torslunda 79:1                      | Hög                              |              | Torslunda, Öland    |       | 56.618904, 16.494137 | 10087100790001 | Ladda upp en bild av detta fornminne |
| Torslunda 79:2                      | Stensättning                     |              | Torslunda, Öland    |       | 56.618614, 16.494474 | 10087100790002 | Ladda upp en bild av detta fornminne |
| Torslunda 79:3                      | Stenkrets                        |              | Torslunda, Öland    |       | 56.618717, 16.493645 | 10087100790003 | Ladda upp en bild av detta fornminne |
| Torslunda 80:1                      | Grav markerad av sten/block      |              | Torslunda, Öland    |       | 56.634771, 16.527369 | 10087100800001 | Ladda upp en bild av detta fornminne |
| Torslunda 81:1                      | Hög                              |              | Torslunda, Öland    |       | 56.620882, 16.501129 | 10087100810001 | Ladda upp en bild av detta fornminne |
| Torslunda 81:2                      | Stensättning                     |              | Torslunda, Öland    |       | 56.621013, 16.501710 | 10087100810002 | Ladda upp en bild av detta fornminne |
| Torslunda 81:3                      | Grav markerad av sten/block      |              | Torslunda, Öland    |       | 56.620739, 16.500947 | 10087100810003 | Ladda upp en bild av detta fornminne |
| Torslunda 81:4                      | Stenkrets                        |              | Torslunda, Öland    |       | 56.620957, 16.500365 | 10087100810004 | Ladda upp en bild av detta fornminne |
| Torslunda 81:5                      | Stenkrets                        |              | Torslunda, Öland    |       | 56.620879, 16.499810 | 10087100810005 | Ladda upp en bild av detta fornminne |
| Torslunda 82:1                      | Grav markerad av sten/block      |              | Torslunda, Öland    |       | 56.621721, 16.502073 | 10087100820001 | Ladda upp en bild av detta fornminne |
| Torslunda 83:1                      | Hög                              |              | Torslunda, Öland    |       | 56.621701, 16.503571 | 10087100830001 | Ladda upp en bild av detta fornminne |
| Torslunda 83:2                      | Gravfält                         |              | Torslunda, Öland    |       | 56.621746, 16.504821 | 10087100830002 | Ladda upp en bild av detta fornminne |
| Torslunda 84:1                      | Grav markerad av sten/block      |              | Torslunda, Öland    |       | 56.622695, 16.504159 | 10087100840001 | Ladda upp en bild av detta fornminne |
| Torslunda 84:2                      | Grav markerad av sten/block      |              | Torslunda, Öland    |       | 56.622687, 16.504136 | 10087100840002 | Ladda upp en bild av detta fornminne |
| Torslunda 84:3                      | Grav markerad av sten/block      |              | Torslunda, Öland    |       | 56.622608, 16.503884 | 10087100840003 | Ladda upp en bild av detta fornminne |
| Torslunda 84:4                      | Grav markerad av sten/block      |              | Torslunda, Öland    |       | 56.622462, 16.503700 | 10087100840004 | Ladda upp en bild av detta fornminne |
| Torslunda 84:5                      | Grav markerad av sten/block      |              | Torslunda, Öland    |       | 56.622499, 16.503607 | 10087100840005 | Ladda upp en bild av detta fornminne |
| Torslunda 84:6                      | Grav markerad av sten/block      |              | Torslunda, Öland    |       | 56.622366, 16.503657 | 10087100840006 | Ladda upp en bild av detta fornminne |
| Torslunda 84:7                      | Grav markerad av sten/block      |              | Torslunda, Öland    |       | 56.622369, 16.503496 | 10087100840007 | Ladda upp en bild av detta fornminne |
| Torslunda 85:1                      | Hög                              |              | Torslunda, Öland    |       | 56.622062, 16.507651 | 10087100850001 | Ladda upp en bild av detta fornminne |
| Torslunda 89:1                      | Stensättning                     |              | Torslunda, Öland    |       | 56.626734, 16.461771 | 10087100890001 | Ladda upp en bild av detta fornminne |
| Torslunda 90:1                      | Stensättning                     |              | Torslunda, Öland    |       | 56.588822, 16.532917 | 10087100900001 | Ladda upp en bild av detta fornminne |
| Torslunda 91:1                      | Stensättning                     |              | Torslunda, Öland    |       | 56.593085, 16.525677 | 10087100910001 | Ladda upp en bild av detta fornminne |
| Torslunda 91:2                      | Grav markerad av sten/block      |              | Torslunda, Öland    |       | 56.593119, 16.525926 | 10087100910002 | Ladda upp en bild av detta fornminne |
| Torslunda 91:3                      | Grav markerad av sten/block      |              | Torslunda, Öland    |       | 56.593158, 16.525994 | 10087100910003 | Ladda upp en bild av detta fornminne |
| Torslunda 94:1                      | Stenkrets                        |              | Torslunda, Öland    |       | 56.653411, 16.474747 | 10087100940001 | Ladda upp en bild av detta fornminne |
| Torslunda 100:1                     | Husgrund, förhistorisk/medeltida |              | Torslunda, Öland    |       | 56.611730, 16.510146 | 10087101000001 | Ladda upp en bild av detta fornminne |
| Torslunda 100:3                     | Husgrund, förhistorisk/medeltida |              | Torslunda, Öland    |       | 56.611881, 16.510929 | 10087101000003 | Ladda upp en bild av detta fornminne |
| Torslunda 102:1                     | Stensättning                     |              | Torslunda, Öland    |       | 56.606331, 16.531172 | 10087101020001 | Ladda upp en bild av detta fornminne |
| Torslunda 103:1                     | Stensättning                     |              | Torslunda, Öland    |       | 56.607619, 16.527291 | 10087101030001 | Ladda upp en bild av detta fornminne |
| Torslunda 107:1                     | Hällristning                     |              | Torslunda, Öland    |       | 56.611504, 16.484434 | 10087101070001 | Ladda upp en bild av detta fornminne |
| Torslunda 108:1                     | Stensättning                     |              | Torslunda, Öland    |       | 56.612735, 16.482662 | 10087101080001 | Ladda upp en bild av detta fornminne |
| Torslunda 110:1                     | Stensättning                     |              | Torslunda, Öland    |       | 56.608750, 16.477869 | 10087101100001 | Ladda upp en bild av detta fornminne |
| Torslunda 127:1                     | Husgrund, förhistorisk/medeltida |              | Torslunda, Öland    |       | 56.596016, 16.527892 | 10087101270001 | Ladda upp en bild av detta fornminne |
| Torslunda 127:2                     | Husgrund, förhistorisk/medeltida |              | Torslunda, Öland    |       | 56.595833, 16.528760 | 10087101270002 | Ladda upp en bild av detta fornminne |
| Gubbröret (Torslunda 130:1)         | Röse                             |              | Torslunda, Öland    |       | 56.616940, 16.554574 | 10087101300001 | Ladda upp en bild av detta fornminne |
| Torslunda 134:1                     | Husgrund, förhistorisk/medeltida |              | Torslunda, Öland    |       | 56.614619, 16.547435 | 10087101340001 | Ladda upp en bild av detta fornminne |
| Torslunda 134:2                     | Husgrund, förhistorisk/medeltida |              | Torslunda, Öland    |       | 56.614547, 16.547740 | 10087101340002 | Ladda upp en bild av detta fornminne |
| Torslunda 143:1                     | Stensättning                     |              | Torslunda, Öland    |       | 56.608824, 16.575011 | 10087101430001 | Ladda upp en bild av detta fornminne |
| Torslunda 143:2                     | Grav markerad av sten/block      |              | Torslunda, Öland    |       | 56.608758, 16.575241 | 10087101430002 | Ladda upp en bild av detta fornminne |
| Torslunda 143:3                     | Grav markerad av sten/block      |              | Torslunda, Öland    |       | 56.608795, 16.574792 | 10087101430003 | Ladda upp en bild av detta fornminne |
| Torslunda 144:1                     | Hög                              |              | Torslunda, Öland    |       | 56.654205, 16.544531 | 10087101440001 | Ladda upp en bild av detta fornminne |
| Torslunda 145:1                     | Stensättning                     |              | Torslunda, Öland    |       | 56.653384, 16.544230 | 10087101450001 | Ladda upp en bild av detta fornminne |
| Torslunda 155:1                     | Stensättning                     |              | Torslunda, Öland    |       | 56.634529, 16.461882 | 10087101550001 | Ladda upp en bild av detta fornminne |